# 1580
Відродження •  Реформація •  Доба великих географічних відкриттів •  Ганза  •  Річ Посполита  •  Нідерландська революція  •  Релігійні війни у Франції

## Геополітична ситуація
Османську державу очолює Мурад III (до 1595). Імператором Священної Римської імперії є Рудольф II (до 1612). У Франції королює Генріх III Валуа (до 1589).
Королем Іспанії, Португалії, частини Італії є Філіп II Розсудливий (до 1598). Він же є формальним правителем Нижніх земель, де триває війна за незалежність. Північна Італія за винятком Венеційської республіки належить Священній Римській імперії. 
Королевою Англії є Єлизавета I (до 1603).  Король Данії та Норвегії — Фредерік II (до 1588). Король Швеції — Юхан III (до 1592). Королем Богемії та Угорщини є імператор Рудольф II (до 1608). 
Королями Речі Посполитої, якій належать українські землі, є Стефан Баторій та Анна Ягеллонка. 
У Московії править Іван IV Грозний (до 1584). Існують Кримське ханство, Ногайська орда. Єгиптом володіють турки. Шахом Ірану є сефевід Мухаммад Худабенде.
У Китаї править династія Мін. Значними державами Індостану є Імперія Великих Моголів, Біджапурський султанат, Віджаянагара. В Японії триває період Адзуті-Момояма.
Триває підкорення Америки європейцями. На завойованих землях існують віцекоролівства Нова Іспанія та Нова Кастилія. Португальці освоюють Бразилію.

## Події

### В Україні
- Іван Федоров видрукував в Острозькій друкарні першу повну слов'янську Біблію.
- Перша писемна згадка про село Панасівку (нині Підволочиського району Тернопільської області)
- Перша писемна згадка про село Полупанівку (нині Підволочиського району Тернопільської області)
- Письмова згадка про Немирів, Шпендівку (Кагарлицький район).
- Низові козаки гетьмана Яна Оришовського вдерлися у московські землі і спалили місто Стародуб, з великою здобиччю повернулися назад.
- Десантом з моря 3000 козаків осавула Нечая беруть штурмом одну за одною турецькі фортеці, що стояли на місці нинішніх Туапсе, Сухумі, Поті і Батумі, по тому рушають і здобувають Трапезонт, Сіноп, Кілію.

### У світі

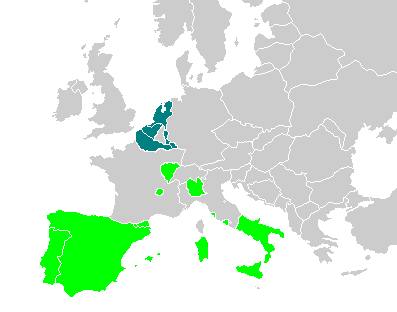
Європейські володіння Іспанії станом на 1580 рік

- У ході Лівонської війни  війська Стефана Баторія  взяли в московитів  Великі Луки.
- 31 січня помер без спадкоємців португальський король Генріх I Кардинал. 25 березня утворилася Іберійська унія — португальським королем став король Іспанії Філіп II. 25 серпня герцог Альба розбив війська іншого претендента на португальський трон — Антоніо I.
- 25 червня опубліковано «Книгу згоди», в якій викладені основи лютеранства.
- У війні за незалежність Нідерландів іспанці захопили Гронінген.
- У Франції підписанням у Фле миру завершилася сьома гугенотська війна.
- 26 вересня англійський моряк і пірат Френсіс Дрейк на кораблі «Золота лань» пришвартувався в порту Плімута, ставши першим британцем, що здійснив навколосвітню подорож і першим капітаном, котрий очолював навколосвітню подорож від самого початку до її завершення.
- Англія та Туреччина підписали між собою торгову угоду.
- Карл Еммануїл I став герцогом Савої.
- Мішель де Монтень опублікував свої «Проби».
- Троє єзуїтських місіонерів прибули до двору могольського падишаха Акбара Великого.
- У Японії Ода Нобунаґа змусив до капітуляції Осацький монастир Хонґан й утвердив своє панування в середній частині країни.
- Хуан де Ґарай заснував Буенос-Айрес.

## Народились
Див. також: Категорія:Народились 1580

## Померли
Див. також: Категорія:Померли 1580